# Anything Could Happen
Anything Could Happen – pierwszy singel z drugiego albumu angielskiej wokalistki Ellie Goulding zatytułowanego Halcyon. Napisana przez samą artystkę oraz Jima Eliota. Wydany 9 sierpnia 2012 roku w Wielkiej Brytanii, a 17 sierpnia oficjalnie na całym świecie. Reżyserią teledysku do piosenki zajęła się Floria Sigismondi i miał on premierę 5 września 2012 roku na kanale artystki na portalu Youtube.

## Lista utworów
- UK and Irish digital EP - Remixes[2][3]

1. "Anything Could Happen" – 4:46
2. "Anything Could Happen" (Birdy Nam Nam Remix) – 4:01
3. "Anything Could Happen" (Submerse Remix) – 5:02
4. "Hanging On" (Sigma Remix) – 4:40

- US limited edition 7" promo single[4]

A. "Anything Could Happen" – 4:46
B. "Anything Could Happen" (White Sea Remix) – 5:06
- US and Canadian digital EP – The Remixed[5][6]

1. "Anything Could Happen" (Betablock3r Remix) – 4:46
2. "Anything Could Happen" (Alex Metric Remix) – 7:07
3. "Anything Could Happen" (Flinch Remix) – 4:24
4. "Anything Could Happen" (Birdy Nam Nam Remix) – 4:01
5. "Anything Could Happen" (White Sea Remix) – 5:03
6. "Anything Could Happen" (Submerse Remix) – 5:02
7. "Anything Could Happen" (Guy Scheiman TLV Club Remix) – 7:45

## Notowania
| Lista (2012-13)                  | Najwyższa pozycja |
| -------------------------------- | ----------------- |
| Australian Singles Chart         | 20                |
| Belgian Singles Chart (Flanders) | 31                |
| Canadian Hot 100                 | 37                |
| Czech Airplay Chart              | 16                |
| Euro Digital Songs               | 9                 |
| German Singles Chart             | 66                |
| Irish Singles Chart              | 16                |
| New Zealand Singles Chart        | 16                |
| Polish Airplay Chart             | 2                 |
| Romanian Top 100                 | 58                |
| Scottish Singles Chart           | 5                 |
| Swiss Singles Chart              | 68                |
| UK Singles Chart                 | 5                 |
| US Billboard Hot 100             | 47                |
| US Hot Dance Club Songs          | 1                 |
| US Pop Songs                     | 28                |

| Kraj              | Certyfikat |
| ----------------- | ---------- |
| Australia         | Gold       |
| Nowa Zelandia     | Gold       |
| Stany Zjednoczone | Gold       |